# Lúcia Xavier
 (mars 2023).
Lúcia Maria Xavier de Castro (Rio de Janeiro, 1959) est une travailleuse sociale brésilienne et militante des droits de l'homme , .

## Biographie
Pendant la majeure partie de son enfance, Lúcia a vécu avec ses tantes et sa grand-mère paternelle à Rocha Miranda et Parada de Lucas, des quartiers du nord de Rio de Janeiro. Son père, qui travaillait comme radiodiffuseur, est mort quand elle avait deux ans. Sa mère travaillait comme domestique pour subvenir aux besoins de la famille. À 12 ans, elle et ses deux sœurs emménagent avec leur mère dans une chambre simple à Tijuca, également dans la zone nord. 
Au Colégio Estadual Antônio Prado Junior, l'adolescente créé un groupe de discussion politique avec quelques camarades de classe. Lucía grandit dans une période effervescente dans la recherche des droits de l'homme, et s'intéresse aux luttes anticoloniales en Afrique et les mouvements des droits civiques aux États-Unis.
Diplômée en Travail Social de l'Université Fédérale de Rio de Janeiro en 1984. Dès lors, elle commence à travailler dans des institutions liées à la Fondation nationale pour le bien-être des mineurs, où elle assiste des jeunes vulnérables. Elle travaille également dans la favela de Rocinha, dans la zone sud de Rio de Janeiro, pour l'Institut Brésilien de Développement et en partenariat avec l'association des riverains. Lucía fréquente des bals soul music de la banlieue de Rio où se réunissaient également des militants de la mouvance noire. Elle rejoint le groupe militant "Acorda Criola" de la Cidade de Deus, et Black Culture Research Institute. Elle participe à la fondation du Parti des travailleurs à Rio. 
En 1992, elle fonde l'ONG Criola, destinée à la lutte contre le racisme, le sexisme et l'homophobie. Criola a pour mission d'équiper les femmes noires – jeunes et adultes, cis et trans – pour faire face au racisme, au sexisme, à la lesbophobie et à la transphobie. 
De 1991 à 1997, elle a été conseillère parlementaire à l'Assemblée législative de l'État de Rio de Janeiro.
Entre 1991 et 1994, elle travaille aux côtés de Marcelo Dias pour construire des politiques publiques en faveur des jeunes vulnérables. Avec Carlos Minc, entre 1997 et 2000, il a créé des actions pour les femmes et le public LGBTQIA+, comme Homosexual Defense Hotline (DDH), qui a fonctionné pendant 8 ans jusqu'en 2007.
En 1999, elle participe à la création de la Homosexual Defense Hotline (DDH), un service public pionnier pour les personnes LGBT. En 2001, elle participe à la révision de la Déclaration de Durban et le programme d'action qui constituent le plan directeur des Nations unies pour lutter contre le racisme, la discrimination raciale, la xénophobie et l'intolérance qui y est associée dans le monde.
Lucìa est aussi conseillère du Global Fund for Women, agit dans la sélection de projets pour Fundo Elas et est chercheuse pour le projet Cartas do Cárcere , .

## Œuvres
- 1999 - Femme noire : sa situation dans la société (Cadernos Ceap)

## Prix
- Médaille de reconnaissance Chiquinha Gonzaga - Mairie de Rio de Janeiro